# Rifugio Baroni al Brunone
Il rifugio Antonio Baroni al Brunone (comunemente chiamato rifugio Brunone) è un rifugio alpino delle Alpi Orobie situato nel comune di Valbondione (BG), in Val Seriana, a 2.295 m di quota.
Si trova sotto il passo della Scaletta, in una delle zone più incontaminate delle Orobie, circondato da alcune delle vette più alte della catena: il pizzo Redorta (3.038 m), il pizzo Scais (3.038 m) e il pizzo del Diavolo di Tenda (2.914 m). È il rifugio più antico ed il secondo altimetricamente più alto (dopo il rifugio Tagliaferri) della provincia di Bergamo.
La struttura, di proprietà del CAI di Bergamo, è aperta solitamente da giugno a ottobre ed è dotata di circa 60 posti letto.

## Storia
La storia del rifugio risale al 1879, quando la sezione di Bergamo del CAI decise di ricavare il primo rifugio alpino delle Orobie riconvertendo una primitiva baita presso il passo della Scaletta (2.530 m), utilizzata in origine come ricovero per i lavoratori delle vicine miniere di ferro. Il rifugio era chiamato Ca' Brunona, e aveva come intento l'offrire un punto di appoggio agli alpinisti che intraprendevano l'ascensione al pizzo Redorta.

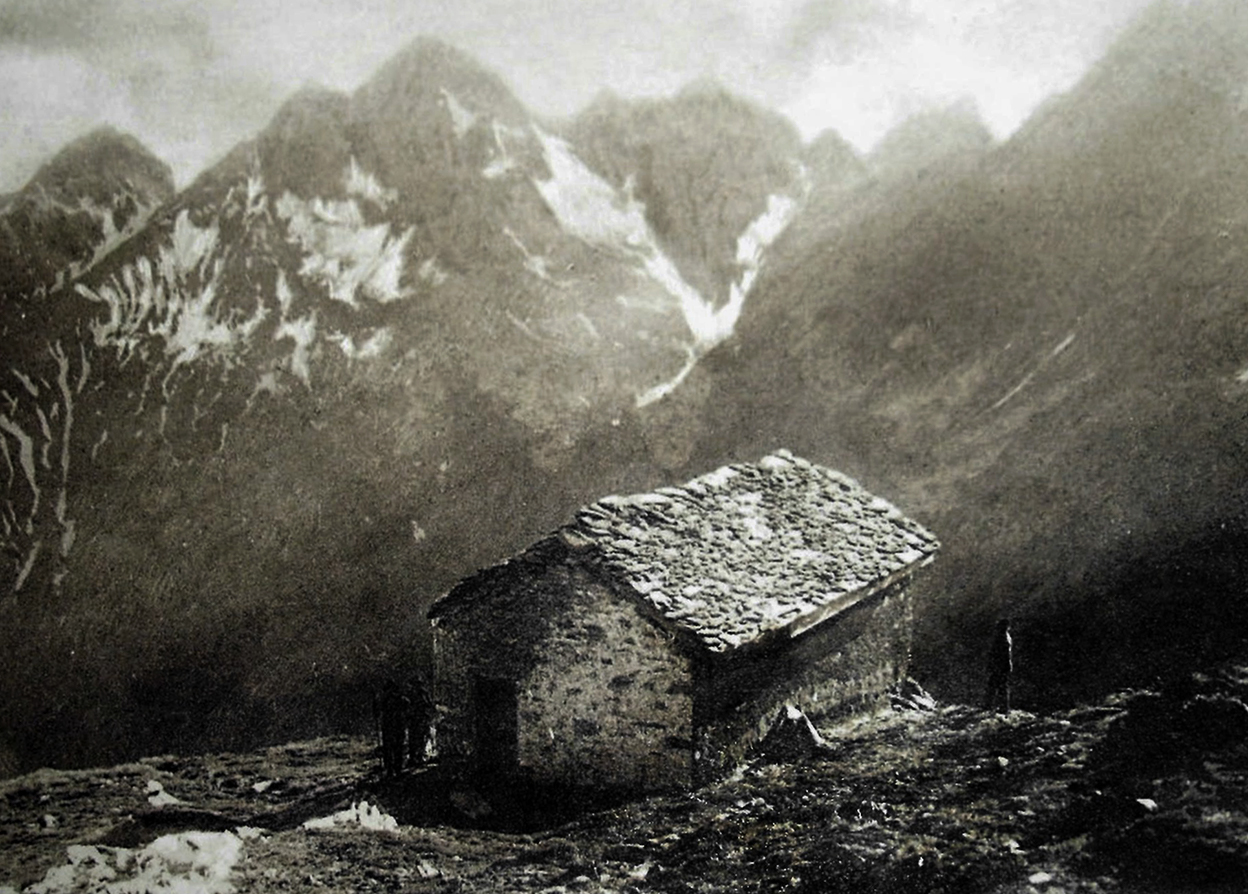
Il rifugio come appariva negli anni '20

Negli anni successivi, complici sgradite visite di contrabbandieri e danni dovuti agli agenti atmosferici, si rese necessaria la costruzione di un nuovo ricovero, decisa definitivamente nel 1890 dopo la gita sociale al pizzo Redorta del CAI, che evidenziò lo stato di abbandono della baita.
La costruzione del nuovo rifugio iniziò nel 1894 in una posizione più bassa della precedente, su una panoramica terrazza erbosa a 2.295 m di altitudine. Su progetto dell'ingegnere Luigi Albani venne edificata una semplice struttura con una cucina e uno stanzone per la notte. Questo stabile venne in seguito ampliato e ammodernato, soprattutto con i lavori compiuti nel 1952 e tra il 1976 e il 1977, che diedero al rifugio l'aspetto che mantiene ancora oggi. Nel 1968 venne ufficialmente dedicato alla guida alpina bergamasca Antonio Baroni.

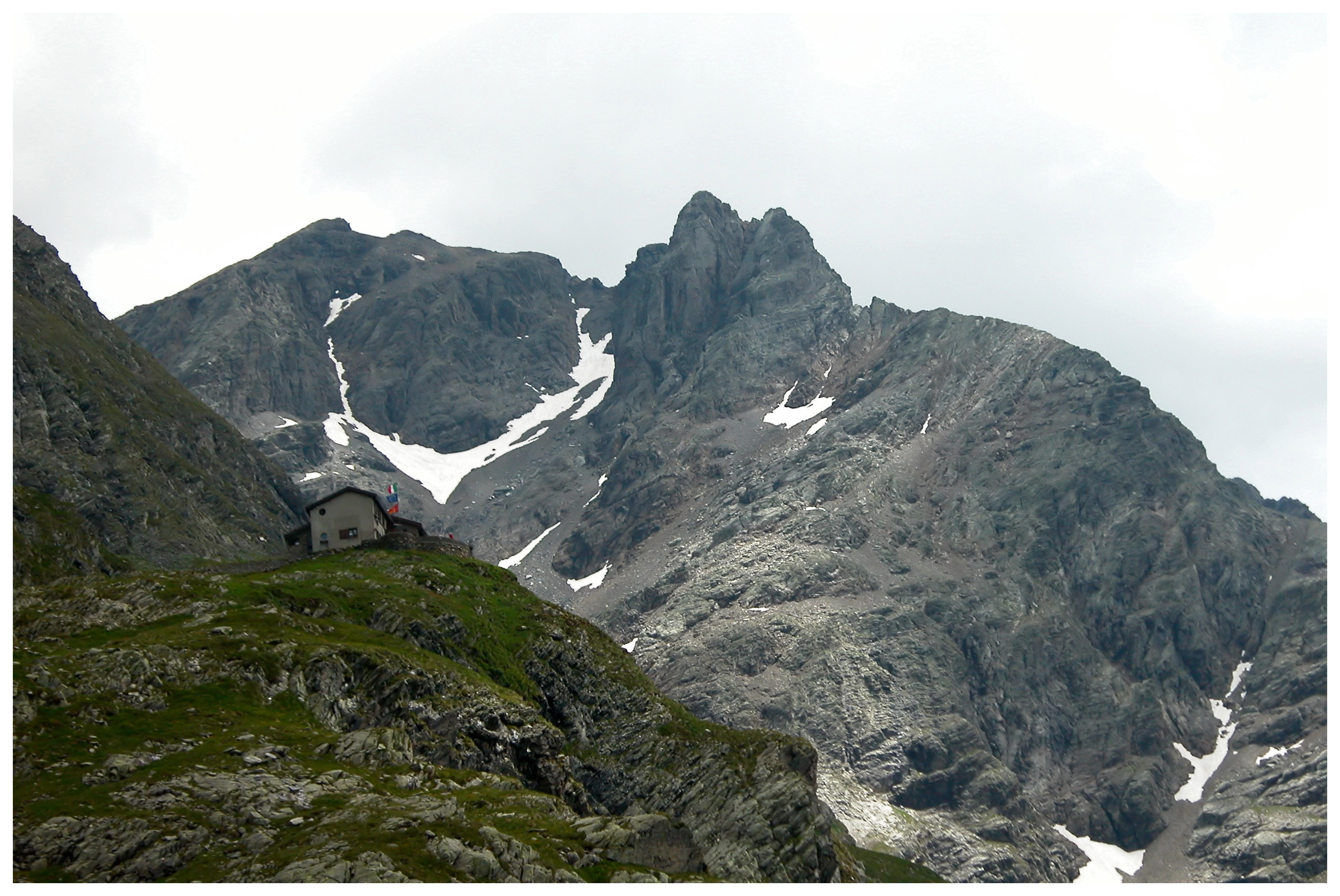
Il rifugio ripreso dal Sentiero delle Orobie. Sullo sfondo il pizzo Redorta

## Accessi

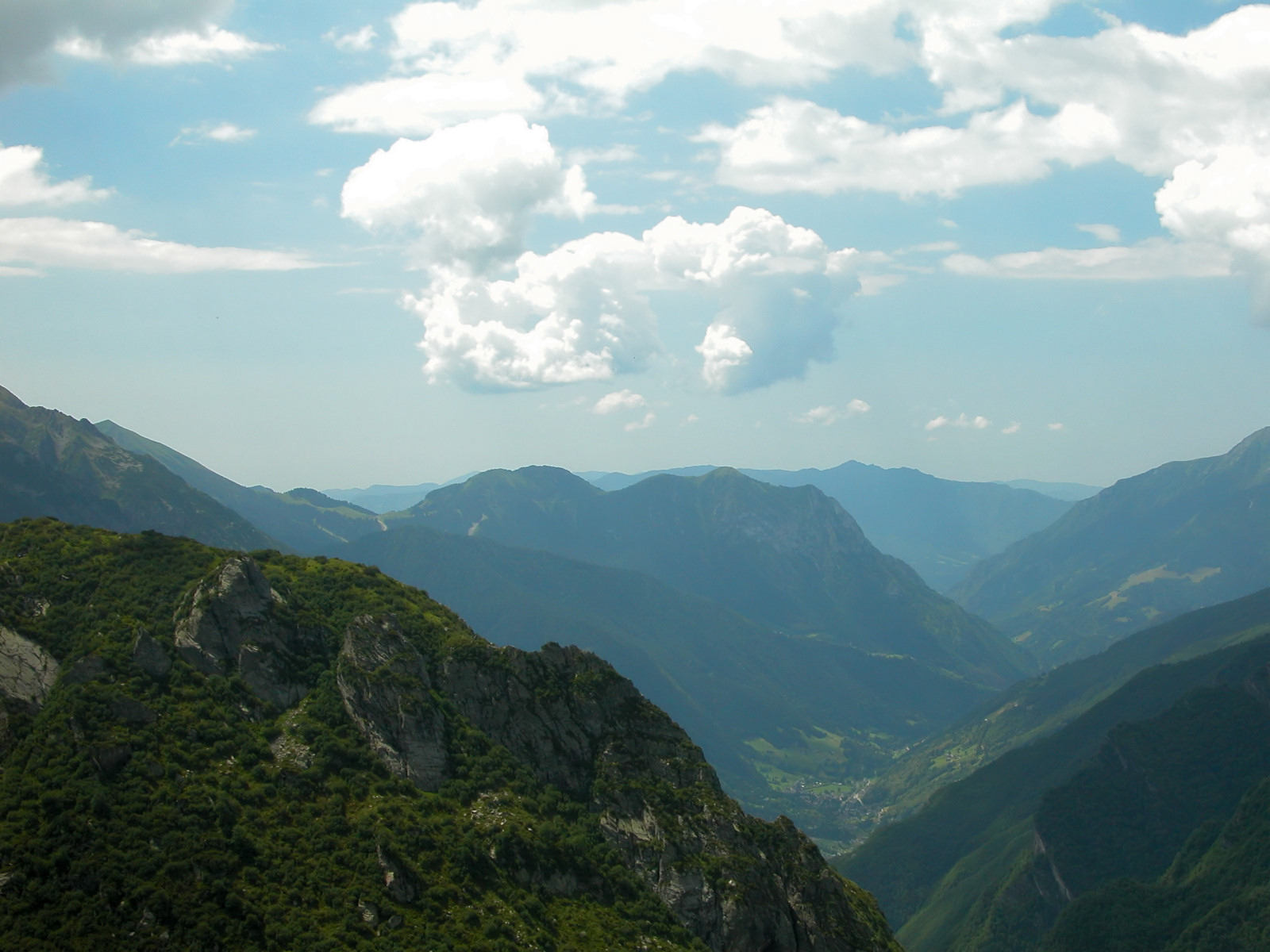
Veduta dell'alta val Seriana dal sentiero che sale al rifugio Brunone da fondovalle

La via d'accesso principale e più frequentata è il sentiero CAI n. 227 che parte da Fiumenero (790 m), frazione di Valbondione.
Il tracciato risale la valle del Fiumenero e, oltrepassando vari corsi d'acqua, supera i piani di campo e i piani dell'Aser. Quindi il percorso si inerpica con una serie di tornanti fino a congiungersi con il sentiero delle Orobie (ci si collega all'ultima parte della tappa che va dal rifugio Calvi al rifugio Brunone), il quale conduce in breve tempo al rifugio. La tempistica normalmente segnalata è di 4 ore di cammino, per un dislivello totale di 1.500 metri.

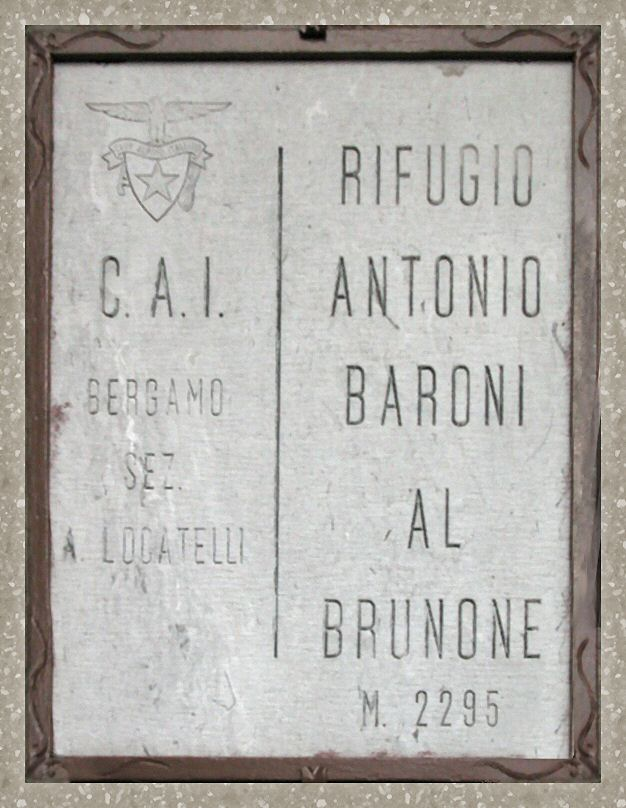
La targa posta all'ingresso del rifugio

## Ascensioni
- Pizzo Redorta (3.038 m), difficoltà AF - via normale; PD - via del canalone
- Punta Scais (3.038 m), difficoltà AD - via normale (Camino Baroni); AD - Cresta Sud
- Pizzo Brunone (2.724 m) difficoltà EE
- Cima Soliva (2.710 m), difficoltà EE
- Pizzo del Salto (2.665 m), difficoltà EE
- Pizzo Gro (2.653 m), difficoltà EE

## Traversate
Il rifugio è un importante punto di appoggio del Sentiero delle Orobie Orientali: rappresenta infatti l'arrivo della 4ª tappa (con partenza dal rifugio Fratelli Calvi, arriva al Brunone in 5,30 ore) e la partenza della 5ª, che termina al Rifugio Coca in 6 ore di cammino.
Dal Brunone è possibile anche arrivare al rifugio Mambretti, nelle Orobie valtellinesi, passando attraverso il passo della Scaletta e scendendo in val Caronno.